# Meibomia violacea
Meibomia violacea là một loài thực vật có hoa trong họ Đậu. Loài này được (G. Don) Kuntze mô tả khoa học đầu tiên năm 1891.